# Frito-Lay
Frito-Lay — американська дочірня компанія з виробництва харчових продуктів (кукурудзяних чипсів, картопляних чипсів тощо), що входить до складу холдингу PepsiCo. Основними брендами, вироблюваними Frito-Lay, є кукурудзяні чипси Fritos, сирні палички Cheetos, чипси з тортилії Doritos та Tostitos, картопляні чипси Lay's, Ruffles та Walkers, а також кренделики Rold Gold. У 2009 році річний обсяг продажів кожного бренда по всьому світу перевищив 1 мільярд доларів.

## Продукти харчування
Тут перелічено найвідоміші продукти, вироблені даною компанією:
- Картопляні чипси Lay’s
- Кукурудзяні чипси з тортилії Doritos
- Кукурудзяні палички Cheetos
- Кренделі Rold Gold

…